# Limba tagalog
Limba tagalog (versiunea sa standard este limba filipineză ; Tagalog: [tɐˈɡaːloɡ]) este o limbă austroneziană vorbită ca limbă primară de un sfert din populația din Filipine și ca limbă secundară de către majoritate. Are câteva influențe din limba spaniolă în vocabular și prezintă dialecte cu deosebiri fonetice și lexicale. 